# Scopula sublactata
Scopula sublactata är en fjärilsart som beskrevs av Adrian Hardy Haworth 1809. Scopula sublactata ingår i släktet Scopula och familjen mätare. Inga underarter finns listade.